# Omega Force
Omega Force（ω-Force）是日本遊戲公司光榮特庫摩遊戲（原光荣）旗下的遊戲製作品牌團隊，成立於1996年，是在光榮時期即組建的製作組。代表作爲《無雙系列》，並有多次與他公司IP跨界合作的實績。

## 開發遊戲
- 无双系列
  - 真·三國無雙系列
  - 戰國無雙系列
  - 無雙OROCHI系列
  - GUNDAM無雙系列
  - 特洛伊無雙
  - ONE PIECE 海賊無雙系列
  - 薩爾達無雙（與Team Ninja共同開發）
  - 亞爾斯蘭戰記×無雙
  - 烙印勇士無雙
  - 無雙☆群星大會串
  - 聖火降魔錄無雙（與Team Ninja共同開發）
  - 刀劍亂舞無雙（與Ruby Party共同開發）

- Destrega
- WIN BACK
- 長劍風暴 -百年戰爭-
- Fatal Inertia
- 謀略的未來
- 三位一体 龙士传说 零
- 討鬼傳系列
- 勇者鬥惡龍 英雄集結系列
- 進擊的巨人系列
- 勇者鬥惡龍 創世小玩家2 破壞神席德與空蕩島
- 女神異聞錄5 亂戰 魅影攻手（與Atlus共同開發）
- 狂野之心